# Addison (Wisconsin)
Addison è una town degli Stati Uniti, situata nella contea di Washington dello stato del Wisconsin.